# Michele Tossani
Michele Tossani (Casalfiumanese, 2 novembre 1918 – Bologna, 9 luglio 2011) è stato un imprenditore italiano.
È noto come iniziatore della disciplina dell'infortunistica in Italia.
Attivo fin da giovane nella vita pubblica, partecipa alla guerra di Spagna e, come sottotenente della Marina Militare, alla seconda guerra mondiale.
Nel 1952, in seguito a un incidente e al mancato risarcimento del danno subito, decide di fondare la prima impresa italiana specializzata nell'infortunistica.
Lo scopo è la salvaguardia del rapporto equo e paritario tra coloro che hanno subito un danno e le associazioni preposte alla liquidazione dei danni, in coerenza con quanto regolamentato dalle leggi italiane.
Come iniziatore della disciplina, Michele Tossani trasforma l'infortunistica in materia universitaria: l'infortunologia.